# Lewiston (Australia)
Lewiston – miasto w Australii, w stanie Australia Południowa.